# Cârtița (desene animate)
 Cârtița (în cehă Krtek sau Krteček, Micuța cârtiță) este o serie de desene animate cehoslovace creată de Zdeněk Miler în 1956 și produsă la studiourile Krátký film Praha⁠(cs)[traduceți]. Seria a fost difuzată în țările blocului comunist dar și în Germania, Austria, India, China, Rusia și Japonia.

## Sinopsis
În fiecare din cele 61 de episoade ale seriei, episoade cu durată variabilă, de la 6 la 14 minute, este povestită o aventură a personajului principal, o cârtiță. Alte personaje, care apar episodic, sunt prietenii cârtiței: șoricelul, iepurașul și ariciul.